# 希爾伯特第二十三問題
希爾伯特第二十三問題是希爾伯特的23個問題中的最後一個，是有關變分法的長遠發展。此問題中沒有出現待解或待證明的問題，與其他問題中有明確問題的情形不同。此問題是一個開放性問題，因此不能說有已經解決或尚未解決的狀況。

## 變分法
變分法是数学分析裡的一個領域，是在求泛函（函数到实数的映射）的極大值或極小值。泛函常以函數以及其导数的積分形式出現。所關注的是讓泛函出現極值（極大值或極小值）的函數。

## 進展
在此問題提出之後，大卫·希尔伯特、埃米·诺特、列奧尼達·托內利、亨利·勒貝格和雅克·阿达马等都在變分法上有所貢獻。马斯顿·莫尔斯將變分法用在目前稱為莫尔斯理论的理論上，是用流形上的可微函數分析流形拓撲的理論。列夫·庞特里亚金、R. Tyrrell Rockafellar和F. H. Clarke發展了變分法的數學工具，可以應用在最优控制裡。理查德·貝爾曼的动态规划也是另外一種的變分法。